# Гидроэкструзия
Гидроэкстру́зия — процесс обработки металлических сплавов и полимерных материалов жидкостью, основанный на свойстве их высокой текучести при высоких давлениях. 
Обрабатываемая заготовка помещается в замкнутый контейнер, заполненный водой или другой жидкостью. Затем разными способами повышают давление жидкости в контейнере и выдавливают с его помощью заготовку через специальное отверстие. Преимуществами гидроэкструзии являются: быстрота процесса обработки, отсутствие потерь обрабатываемого материала, возможность обработки твердых и тугоплавких сплавов, существенное повышение прочности материала. Гидроэкструзия находит широкое применение в машиностроении для изготовления металлорежущего инструмента, в металлургии для обработки тугоплавких материалов, в химической промышленности для обработки полимерных материалов, для получения новых материалов с заданными свойствами.